# Antonio Valjalo
René Antonio Valjalo Ramírez (* 6. Mai 1926 in Humberstone; † 8. Juli 2013 in Santiago) war ein chilenischer Fußballspieler. Der Mittelfeldspieler absolvierte zwei Länderspiele für die chilenische Nationalmannschaft und wurde auf Vereinsebene zweimal nationaler Meister.

## Karriere

### Verein
Antonio Valjalo begann das Fußballspielen bei Deportivo Santa Laura. Er wechselte in die B-Mannschaft von Unión Española erhielt Dank guter Leistungen 1947 einen Profivertrag. 1950 wechselte Valjalo zum CSD Colo-Colo, mit dem er die Meisterschaft 1953 gewinnen konnte. Er blieb bis 1955 bei den Albos und schloss sich zwei Jahre dem CD O’Higgins aus Rancagua an.

### Nationalmannschaft
Antonio Valjalo debütierte im Juli 1953 für die Nationalmannschaft Chiles unter Luis Tirado beim Freundschaftsspiel gegen Spanien. Beim Campeonato Sudamericano 1955 wurde der Mittelfeldspieler beim 5:4-Erfolg gegen Peru für Eduardo Robledo eingewechselt. Chile wurde nach drei Siegen, einem Unentschieden und einer Niederlage Vize-Südamerikameister. Nach dem Turnier kamen keine weiteren Einsätze für Valjalo im Nationaltrikot hinzu.

## Erfolge
Colo-Colo
- Chilenischer Meister: 1953